# Афанасий
Афана́сий (от греч. Ἀθανάσιος, в лат. транскр. Athanasios, образованного от слова «thanatos», что значит «смерть», с прибавлением отрицательной приставки «a», означающей «без-»/«бес-») — христианское мужское имя греческого происхождения. От имени произошли русские фамилии: Афанасьев, Афонин и Афонькин. Сходное по значению имя: Амвросий.

## Носители, известные по имени

### Святые
- Афанасий Великий (ок. 295—373) — епископ Александрийский, святитель.
- Афанасий Волхв (ум. 303) — персонаж жития великомученика Георгия.
- Афанасий Затворник (ум. ок. 1176) — инок Киево-Печерского монастыря, святой Русской церкви.
- Афанасий Цареградский (1597−1654)

### Прочие
- Афанасий (Афанасий II) (ум. 898) — епископ Неаполя и герцог Неаполя в 878—898 годах.
- Афанасий (ум. 1547) — епископ Русской церкви, епископ Пермский и Вологодский.
- Афанасий (в миру Андрей, начало XVI века — 1570-е годы) — митрополит Московский и всея Руси, иконописец.
- Афанасий III (ум. ок. 1316) — папа и патриарх Александрийский и всего Египта.
- Афанасий III (1647—1724) — епископ Антиохийской православной церкви, патриарх Антиохийский и всего Востока.
- Афанасий (патриарх Константинопольский):[править]  -  Афанасий I (патриарх Константинопольский)
  -  Афанасий II (патриарх Константинопольский)
  -  Афанасий III (патриарх Константинопольский)
  -  Афанасий IV (патриарх Константинопольский)
  -  Афанасий V (патриарх Константинопольский)
- Афанасий V (ок. 1754—1844) — епископ Иерусалимской православной церкви, патриарх Иерусалимский и всея Палестины.
- Афанасий I Неаполитанский (ок. 830—872) — епископ Неаполя в 850—872 годах.

- Афанасий Афонский (ок. 925/930 — ок. 1000) — византийский монах, основал первый и главный монастырь на Святой горе Афон — Великую Лавру.
- Афанасий Брестский (ок. 1595—1648) — преподобномученик Русской церкви.
- Афанасий Высоцкий:[править]  -  Афанасий Высоцкий Младший (до 1352—1395) — преподобный Русской церкви.
  -  Афанасий Высоцкий Старший (около 1340—после 1410) — преподобный Русской церкви.
- Афанасий Данилович (ум. в 1322 году) — князь новгородский в 1314—1315 и 1319—1322 годах
- Афанасий Кальнофойский (1-я половина XVII века) — инок Киево-Печерского монастыря, церковный писатель.
- Афанасий Метеорский (1302—1380) — основатель монастырей Метеоры, преподобный Православной церкви.
- Афанасий Сяндемский (Вологодский, Валаамский) (ум. после 1577) — основатель Сяндемской Успенской пустыни, преподобный.

- Афанасий (Бончев) (1915—1978) — архимандрит Болгарской православной церкви, церковный учёный.
- Афанасий (Вольховский):[править]  -  Епископ Афанасий (в миру Пётр Волховский; 1712—1776) — епископ Ростовский и Ярославский.
  -  Епископ Афанасий (в миру Фёдор Павлович Волховский; 1741—1801) — епископ Могилевский и Полоцкий, племянник предыдущего.
- Афанасий (Герман) (род. 1982) — архиерей Украинской православной церкви.
- Афанасий (Дроздов) (1800—1876) — архиепископ Астраханский и Енотаевский.
- Афанасий (Евтич) (1938—2021) — епископ Сербской православной церкви.
- Афанасий (Егоров) (1884—1937) — игумен, святой Русской православной церкви, причислен к лику святых как преподобномученик.
- Афанасий (Иванов) (1746—1805) — архиепископ Екатеринославский, Херсонский и Таврический.
- Афанасий (Киккотис) (род. 1959) — епископ Александрийской православной церкви, митрополит Киринский, ипертим и экзарх Ливийского полуострова.
- Афанасий (Корчанов) (1746—1825) — епископ Пензенский и Саратовский.
- Афанасий (Кудюк) (1927—2002) — епископ Русской православной церкви, архиепископ Пермский и Соликамский (1984—2002)
- Афанасий (Кулибин) (1803—1865) — епископ Древлеправославной церкви Христовой (старообрядцев, приемлющих Белокриницкую иерархию), епископ Саратовский.
- Афанасий (Любимов) (1641—1702) — архиепископ Холмогорский
- Афанасий (Макуров) (1825—1905) — архиепископ Белокриницкий.
- Афанасий (Малинин) (1884—1939) — архиепископ Саратовский и Петровский.
- Афанасий (Мартос) (1904—1983) — архиепископ Буэнос-Айресский и Аргентинский.
- Афанасий (Миронеску) (1856—1931) — митрополит-примас Румынской православной церкви.
- Афанасий (Миславский) (? — 1714 год) — архимандрит Киево-Печерской лавры.
- Афанасий (Молчановский) (1887—1938) — епископ Русской православной церкви, епископ Сквирский и Бердичевский.
- Афанасий (Николау) (род. 1959) — епископ Кипрской православной церкви, митрополит Лимассольский.
- Афанасий (Палецкий) (ум. после 1568) — епископ Русской церкви, архиепископ Полоцкий, епископ Суздальский и Тарусский.
- Афанасий (Папас) (род. 1936) — епископ Константинопольской православной церкви; с 2008 года — митрополит Халкидонский, ипертим и экзарх Вифинии.
- Афанасий (Пархомович) (1828—1910) — архиепископ Донской и Новочеркасский.
- Афанасий (Пауссиус-Кондоиди) (? — 1737) — епископ Суздальский и Вологодский.
- Афанасий (Петриев) (ум. 1832) — архимандрит Донского монастыря.
- Афанасий (Политис) (1803—1870) — епископ Элладской православной церкви, митрополит Керкирский.
- Афанасий (Посталас) (род. 1928) — епископ неканонической Истинно-православной церкви Греции (Синод Хризостома); с 1979 года — митрополит Ларисский и Платамонский.
- Афанасий (Протопопов) (1783—1842) — архиепископ Тобольский и Сибирский.
- Афанасий (Пузына) (ум. 1650) — епископ Киевской митрополии в составе Константинопольского патриархата, епископ Луцкий и Острожский.
- Афанасий (Ракита) (род. 1957) — епископ Сербской православной церкви, епископ Бихачско-Петровацкий.
- Афанасий (Савинский) (1765—1811) — архимандрит Алексеевского Акатова монастыря, ректор Новгородской и Воронежской духовных семинарий.
- Афанасий (Сахаров) (1887—1962) — епископ Ковровский, викарий Владимирской епархии.
- Афанасий (Соколов) (1801—1868) — архиепископ Томский
- Афанасий (Телятев) (1772—1847) — архиепископ Донской и Новочеркасский.
- Афанасий (Топольский) (ум. 1744) — архимандрит Русской церкви, ректор Харьковского коллегиума.
- Афанасий (Федотов) (1877—1938) — старообрядческий епископ Иркутско-Амурский и всего Дальнего Востока.
- Афанасий (Феохарус) (род. 1943) — архиерей Константинопольского патриархата, епископ Тропейский, викарий Фиатирской архиепископии.
- Афанасий (Чахвашвили) (1936—2012) — епископ Грузинской православной церкви, митрополит Руставский и Марнеульский.
- Афанасий (Шумлянский) (ум. 1695) — епископ Луцкий и Острожский.